# Zoriana Skałećka
Zoriana Stepaniwna Skałećka, ukr. Зоряна Степанівна Скалецька (ur. 9 sierpnia 1980 we Lwowie) – ukraińska prawniczka i wykładowczyni akademicka, od 2019 do 2020 minister zdrowia.

## Życiorys
W 2002 ukończyła studia prawnicze na Uniwersytecie Narodowym „Akademia Kijowsko-Mohylańska”. W latach 2002–2006 kształciła się na Uniwersytecie Marii Curie-Skłodowskiej w Lublinie, gdzie doktoryzowała się z prawa. Specjalizowała się w zakresie prawa biomedycznego. W latach 2001–2006 pracowała w jednym z urzędów administracji publicznej. Później zajęła się działalnością dydaktyczną na macierzystej uczelni. W 2014 objęła stanowisko docenta, w 2015 została prodziekanem wydziału prawa. Była ekspertką rady przedsiębiorców przy ukraińskim rządzie, kierowała działem prawnym organizacji pozarządowej zajmującej się opieką paliatywną i hospicyjną, przewodniczyła zarządowi ukraińskiego stowarzyszenia prawa medycznego.
W sierpniu 2019 powołana na ministra zdrowia w rządzie Ołeksija Honczaruka. Zakończyła urzędowanie wraz z całym gabinetem w marcu 2020.
Była żoną Ołeksandra Czernenki.